# Gerenciamento de requisitos
|  |

Gerenciamento de requisitos é o processo de documentação, análise, rastreamento, priorização e concordância sobre os requisitos e então o controle de mudanças e comunicação às partes envolvidas (stakeholders) relevantes. É um processo contínuo durante um projeto. Um requisito é a capacidade pela qual um resultado (outcome) do projeto (produto ou serviço) deve obedecer.

## Visão geral
O objetivo do gerenciamento de requisitos é assegurar que uma organização documente, verifique e atenda às necessidades e expectativas de seus clientes e partes interessadas internas e externas. O gerenciamento de requisitos começa com a análise e levantamento dos objetivos e restrições da organização. Ele inclui ainda o planejamento de apoio para os requisitos, requisitos de integração e a organização para trabalhar com eles (atributos para requisitos), bem como relacionamentos com outras entregas de informações sobre em relação aos requisitos, e mudanças para estas.
A rastreabilidade assim estabelecida é usada no gerenciamento de requisitos para informar o cumprimento da companhia e os interesses das partes interessadas em termos de conformidade, integralidade, cobertura e consistência. Rastreabilidades também suportam o gerenciamento de mudanças como parte do gerenciamento de requisitos na compreensão dos impactos das mudanças através de requisitos ou outros elementos relacionados (por exemplo, os impactos funcionais por meio de relações com a arquitetura funcional), e facilitação da introdução destas alterações.
O gerenciamento de requisitos envolve a comunicação entre os membros da equipe do projeto e as partes interessadas, e a adequação às mudanças de requisitos ao longo do curso do projeto. Para evitar que uma classe de requisitos substitua outra, a comunicação constante entre os membros da equipe de desenvolvimento é fundamental. Por exemplo, no desenvolvimento de software para aplicações internas, o negócio possui essas necessidades fortes que ele pode ignorar as necessidades dos usuários, ou acreditar que na criação dos casos de uso, as necessidades dos usuários estão sendo devidamente cuidadas.